# Авецано
Авецано (итал. Avezzano) град је у средишњој Италији. Авецано је други по величини град округа Л'Аквила у оквиру италијанске покрајине Абруцо.

## Географија
Град Авецано налази се у средишњем делу Италије, на 60 км западно од Пескаре. Град је смештен у области средњих Апенина, на знатној надморској висини од 700 м. Међутим, град се налази на стратешки важном путу између Рима и Јадрана, што смањује изолованост града и околине услед велике надморске висине.
| Клима (Авецано)            | Клима (Авецано) | Клима (Авецано) | Клима (Авецано) | Клима (Авецано) | Клима (Авецано) | Клима (Авецано) | Клима (Авецано) | Клима (Авецано) | Клима (Авецано) | Клима (Авецано) | Клима (Авецано) | Клима (Авецано) | Клима (Авецано) |
| Показатељ \ Месец          | .Јан.           | .Феб.           | .Мар.           | .Апр.           | .Мај.           | .Јун.           | .Јул.           | .Авг.           | .Сеп.           | .Окт.           | .Нов.           | .Дец.           | .Год.           |
| -------------------------- | --------------- | --------------- | --------------- | --------------- | --------------- | --------------- | --------------- | --------------- | --------------- | --------------- | --------------- | --------------- | --------------- |
| Средњи максимум, °C (°F)   | 5,7 (42,3)      | 7,5 (45,5)      | 10,9 (51,6)     | 14,8 (58,6)     | 19,8 (67,6)     | 23,6 (74,5)     | 26,9 (80,4)     | 27,1 (80,8)     | 23,1 (73,6)     | 18,4 (65,1)     | 12,6 (54,7)     | 7,2 (45)        | 27,1 (80,8)     |
| Средњи минимум, °C (°F)    | −1,8 (28,8)     | −0,9 (30,4)     | 1,7 (35,1)      | 4,7 (40,5)      | 8,3 (46,9)      | 11,6 (52,9)     | 13,6 (56,5)     | 13,8 (56,8)     | 11,4 (52,5)     | 7,0 (44,6)      | 4,3 (39,7)      | 0,3 (32,5)      | −1,8 (28,8)     |
| Количина падавина, mm (in) | 65 (25,6)       | 67 (26,4)       | 62 (24,4)       | 62 (24,4)       | 53 (20,9)       | 42 (16,5)       | 29 (11,4)       | 35 (13,8)       | 57 (22,4)       | 75 (29,5)       | 108 (42,5)      | 98 (38,6)       | 753 (296,4)     |
| [ тражи се извор ]         |                 |                 |                 |                 |                 |                 |                 |                 |                 |                 |                 |                 |                 |

## Становништво
Према резултатима пописа становништва 2011. у општини је живело 42.504 становника.
| 1931.  | 1936.  | 1951.  | 1961.  | 1971.  | 1981.  | 1991.  | 2001.  | 2011.  |
| ------ | ------ | ------ | ------ | ------ | ------ | ------ | ------ | ------ |
| 19.658 | 21.036 | 25.577 | 30.072 | 32.010 | 33.885 | 37.179 | 38.337 | 42.504 |

Авецано данас има око 41.000 становника, махом Италијана. Последњих деценија број становника у граду расте.

## Привреда
Авецано је последњих деценија познат по развоју савремених индустријских града, као што су оне везане за сектор информационих технологија или космичке дисциплине.

## Партнерски градови
- Белен
- Катамарка
- Санта Марија
- Ајакучо